# 野跡車站
野跡站（日语：／ Noseki eki */?）位於愛知縣名古屋市港區野跡二丁目。為名古屋臨海高速鐵道西名古屋港線（青波線）沿線車站之一，車站編號為AN10。本站由金城埠頭車站來進行管理，只有固定的時間內才會有站務員來巡查。

## 車站構造
為1面2線島式月台之高架車站設計。本站設置電梯1座以配合無障礙環境。
1號及2號月台則為了乘客們之安全起見，皆設置了可動式月台門。
另外，因為本站靠近名古屋港之故，就如同車站照片中可見的為了擋風所設置之透明隔板。

### 月台配置
| 月台 | 路線    | 方向 | 目的地           |
| ---- | ------- | ---- | ---------------- |
| 1    | ■青波線 | 下行 | 金城埠頭方向     |
| 2    | ■青波線 | 上行 | 荒子、名古屋方向 |

## 使用情況
| 年度               | 上車人次 | 上車人次 |
| 年度               | 1日平均  | 每年度   |
| ------------------ | -------- | -------- |
| 2004年（平成16年） | 527      | 93,245   |
| 2005年（平成17年） | 577      | 210,435  |
| 2006年（平成18年） | 643      | 234,825  |
| 2007年（平成19年） | 681      | 249,334  |
| 2008年（平成20年） | 714      | 260,634  |
| 2009年（平成21年） | 783      | 285,640  |
| 2010年（平成22年） | 819      | 298,968  |
| 2011年（平成23年） | 835      | 305,662  |
| 2012年（平成24年） | 858      | 313,133  |
| 2013年（平成25年） | 919      | 335,365  |
| 2014年（平成26年） | 932      | 340,216  |
| 2015年（平成27年） | 952      | 348,461  |
| 2016年（平成28年） | 1,004    | 366,294  |
| 2017年（平成29年） | 980      | 357,688  |
| 2018年（平成30年） | 924      | 337,130  |

## 相鄰車站
名古屋臨海高速鐵道
■西名古屋港線（青波線）
稻永（AN09）－（潮凪信號場）－野跡（AN10）－金城埠頭（AN11）

## 外部連結
- 野跡站 （页面存档备份，存于） - 名古屋臨海高速鐵道